# Aline Cezário
Aline Cristina Cezário de Moura (Itatiba, 4 de julho de  1997) é uma basquetebolista profissional brasileira que atua como pivô.
Aline fez parte do elenco da Seleção Brasileira de Basquetebol Feminino no Pan de Lima de 2019, em Lima.